# Holhymenia
Holhymenia es un género de insectos de la familia Coreidae. 

## Historia
El género fue erigido por Amédée Louis Michel Lepeletier y Jean Guillaume Audinet-Serville en 1825. Con frecuencia, el nombre se escribe mal como " Holymenia ", debido a una enmienda injustificada de Hermann Burmeister diez años después de la publicación original del nombre.

## Especies
- Holhymenia clavigera
- Holhymenia histrio
- Holhymenia intermedia
- Holhymenia persimilis
- Holhymenia rubescens
- Holhymenia rubiginosus
- Holhymenia scenica
- Holhymenia tibialis